# Mézidon-Canon

Mézidon-Canon este o comună în departamentul Calvados, Franța. În 1 ianuarie 2018 avea o populație de 4.787 de locuitori.